# 島根県道247号八重垣神社竹矢線
島根県道247号八重垣神社竹矢線（しまねけんどう247ごう やえがきじんじゃちくやせん）は、島根県松江市を通る一般県道である。

## 概要
松江市佐草町から松江市八幡町に至る

### 路線データ
- 起点：島根県松江市佐草町（八重垣神社付近、島根県道246号八重垣神社線・島根県道249号八重垣神社八雲線起点）
- 終点：島根県松江市八幡町（竹矢交差点、国道9号交点、島根県道192号東松江停車場線終点）

## 路線状況

### 重複区間
- 島根県道246号八重垣神社線（松江市佐草町（起点） - 松江市大庭町）

## 地理

### 通過する自治体
- 島根県
  - 松江市

### 交差する道路
| 交差する道路                                                         | 交差する場所 | 交差する場所           |
| -------------------------------------------------------------------- | ------------ | ---------------------- |
| 島根県道246号八重垣神社線 重複区間起点 島根県道249号八重垣神社八雲線 | 佐草町       | 起点                   |
| 島根県道246号八重垣神社線 重複区間終点                               | 大庭町       |                        |
| 国道432号                                                            | 大庭町       |                        |
| E9 山陰自動車道                                                      | 竹矢町       | 中竹矢交差点 22 竹矢IC |
| 国道9号 国道180号 重複 島根県道192号東松江停車場線                   | 八幡町       | 竹矢交差点 / 終点      |

### 沿線
- 八重垣神社
- 松江市立大庭小学校